# Port lotniczy Kerry
Port lotniczy Kerry (kod IATA: KIR, kod ICAO: EIKY) – niewielki port lotniczy znajdujący się w połowie drogi między miastami Killarney i Tralee, nieopodal wsi Farranfore. W 2006 roku port obsłużył 185 tysięcy pasażerów.

## Linie lotnicze i połączenia
| Linia lotnicza   | Kierunek                                                                                                   |
| ---------------- | --- |
| Chalair Aviation | Sezonowo: 1. Brest-Bretagne 2. Quimper                                                                     |
| Ryanair          | 1. Dublin 2. Frankfurt-Hahn 3. Londyn-Luton 4. Londyn-Stansted 5. Manchester Sezonowo: 1. Alicante 2. Faro |